# Zedelgem
Zedelgem è un comune belga di 22 299 abitanti, situato nella provincia fiamminga delle Fiandre Occidentali.